# 24-cm-Kanone 3
Die 24-cm-Kanone 3 (kurz K 3) war eine Feldkanone der Wehrmacht im Zweiten Weltkrieg.

## Geschichte
Die Entwicklung der K 3 begann mit einem Entwurf von Dr. von Cordier 1934 wurde zwischen 1935 und 1937 von Rheinmetall in Düsseldorf entwickelt und ab 1938 auch von Krupp in Essen gebaut. Von den ursprünglich 40 bestellten Geschützen stammten acht von Rheinmetall, sechs Exemplare von Krupp.
Die Kanone kostete 500.000 RM.
Es wurden ungefähr zehn Geschütze gebaut, die alle bei der I./Artillerie-Regiment 84 zu je zwei Kanonen in den drei Batterien eingesetzt wurden.
Eines der wenigen erhaltenen Exemplare ist in der Wehrtechnischen Studiensammlung Koblenz ausgestellt.

## Technische Spezifikationen
Die Kanone hatte einen doppelten Rücklauf mit dem Rohr in der Wiege von 1000 mm und der Oberlafette in der Bettung von 1200 mm.
Das Geschütz wurde im motorisierten Zug in sechs Lasten zu insgesamt 84.636 Kilogramm gefahren. Um die K 3 feuerbereit zu machen, brauchten 25 Kanoniere ungefähr 90 Minuten. Der Zusammenbau erfolgte mit systemintegrierten Hebemitteln.
Die Lebensdauer eines Rohres, das 152,3 Kilogramm schwere Geschosse verschoss, betrug ungefähr 500 Schuss.
Die Schussweite betrug ca. 39 km. Weitere Versuche mit einer Glattrohrversion zum Verschießen von Pfeilmunition konnten vor Kriegsende nicht mehr abgeschlossen werden.

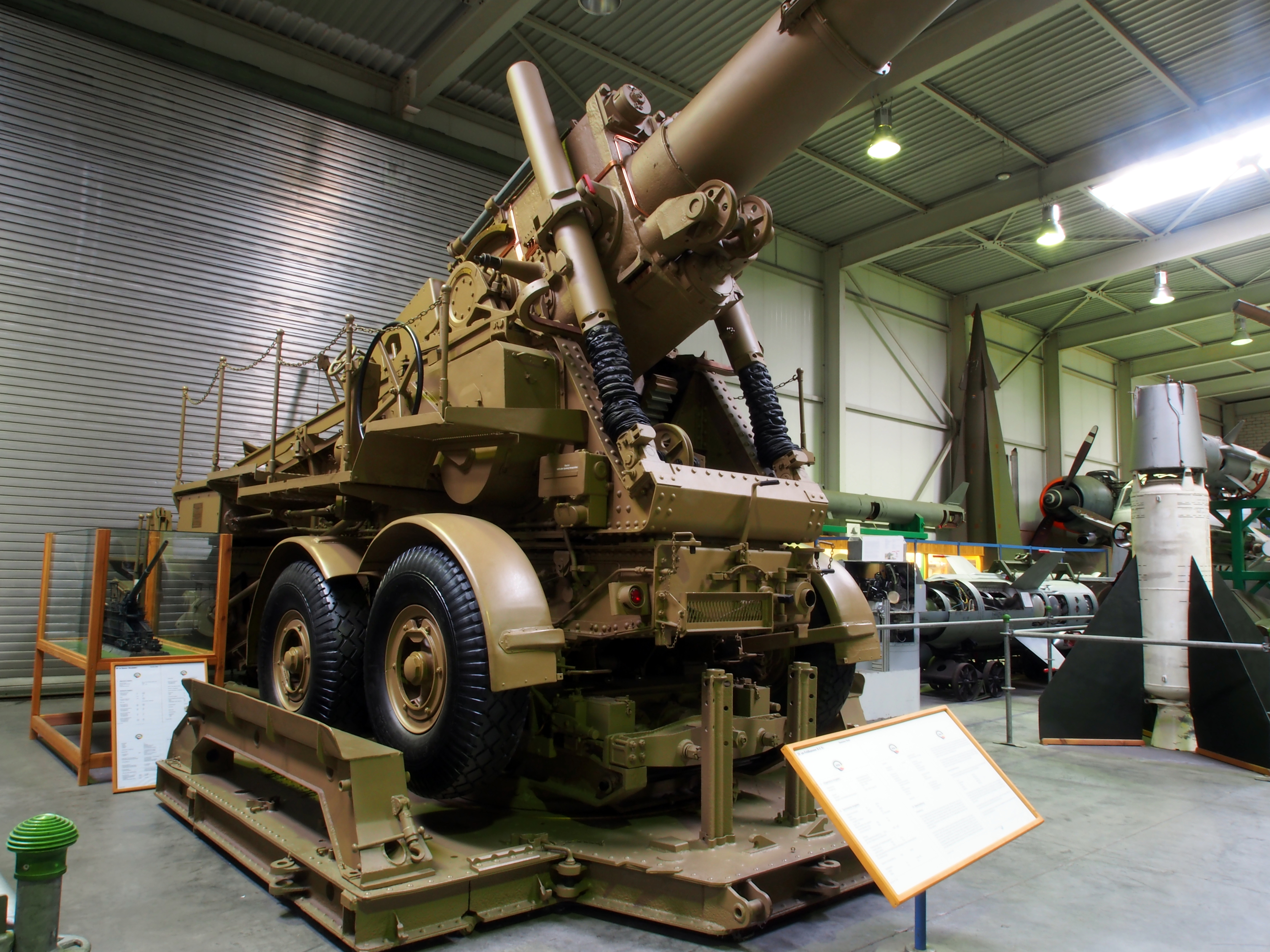
24-cm-Kanone 3 Seitenansicht
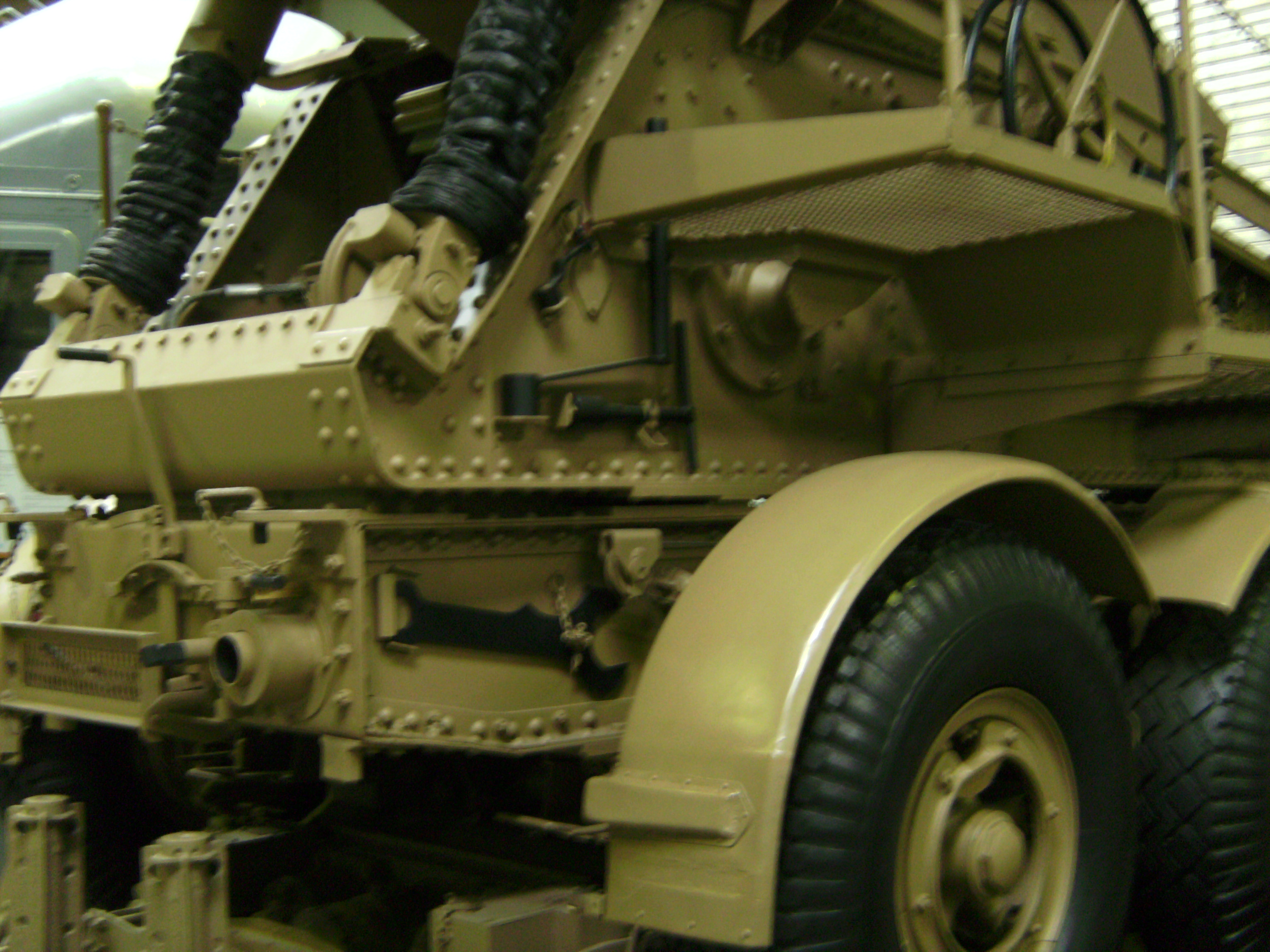
24-cm-Kanone 3 Fahrwerksschemel vorn

Für den Transport musste das Geschütz in fünf Lasten auf spezielle Fahrzeuge aufgeteilt werden.

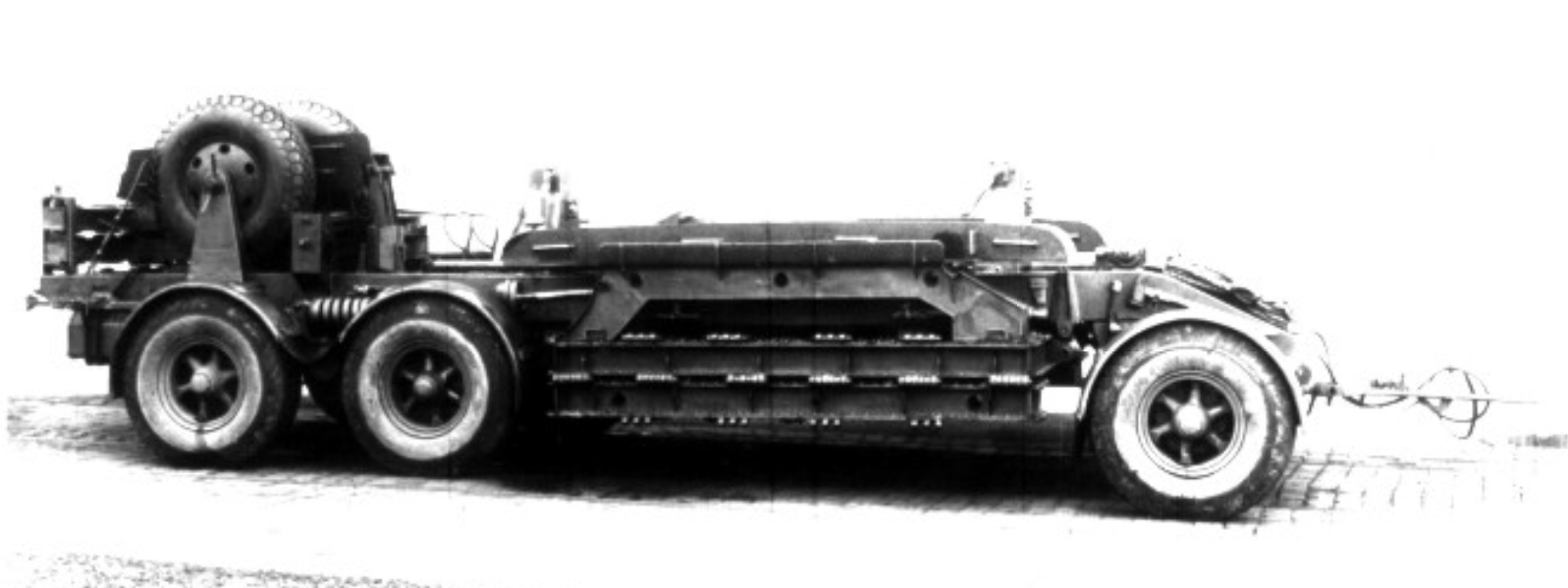
Bettungsfahrzeug
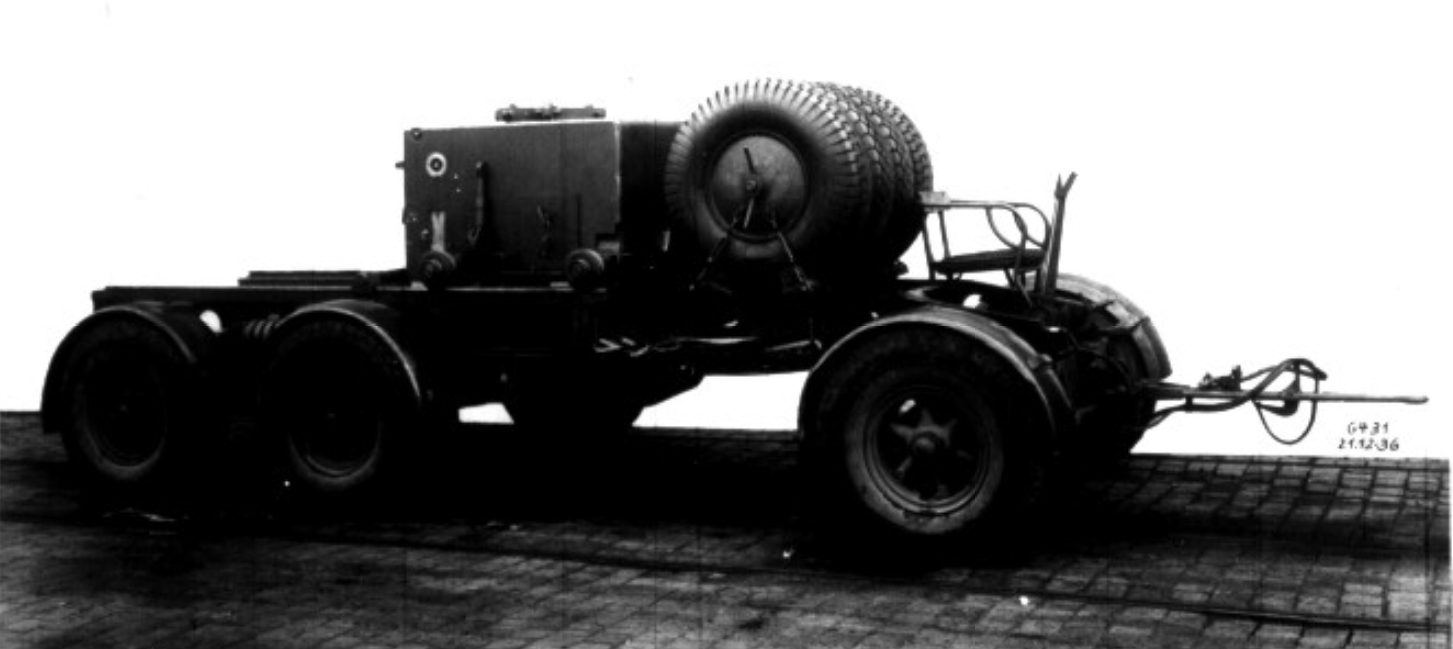
Bodenstückfahrzeug
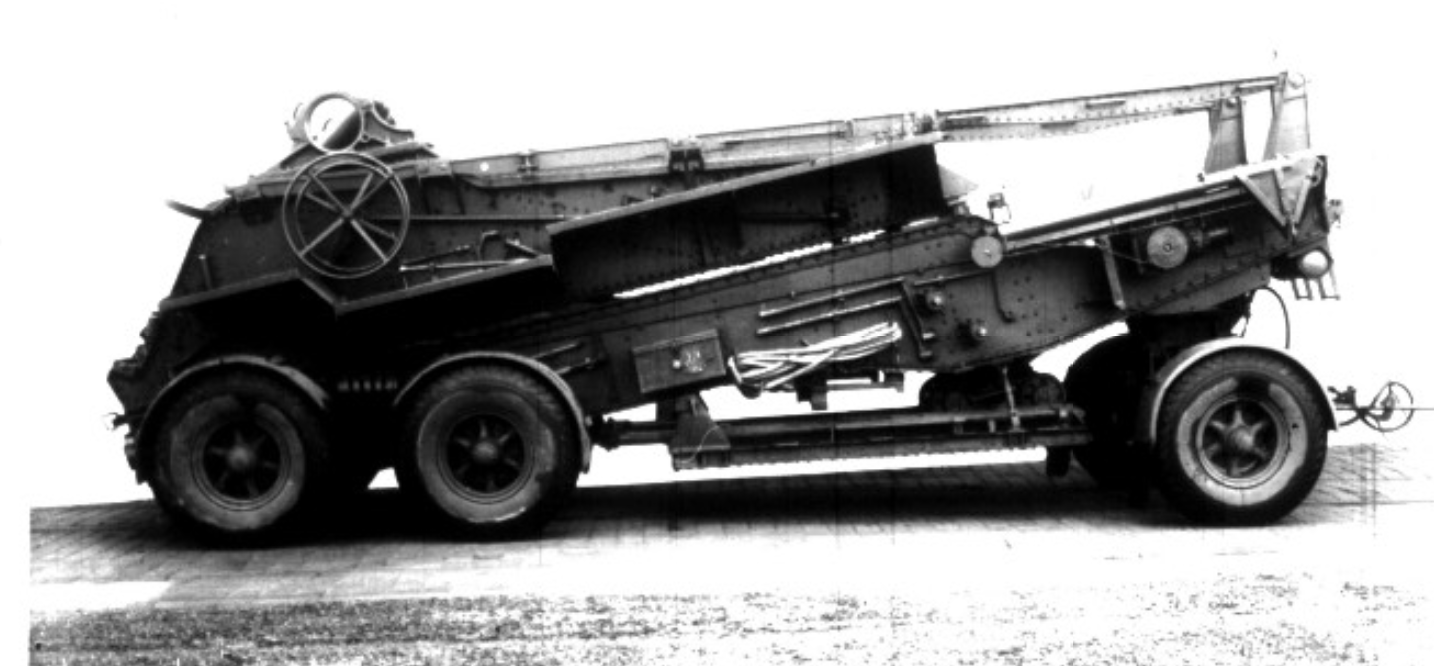
Lafettenfahrzeug
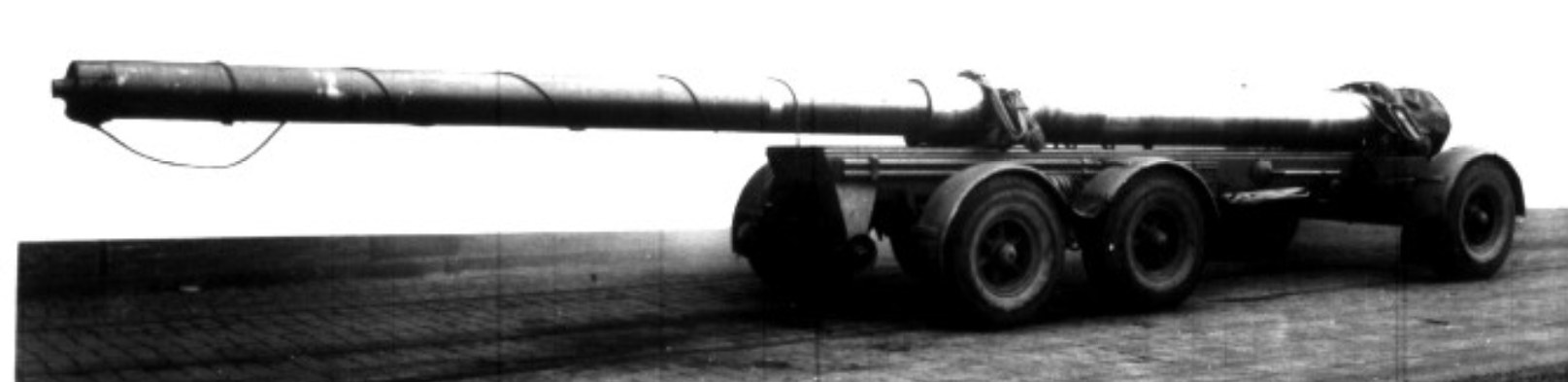
Rohrfahrzeug
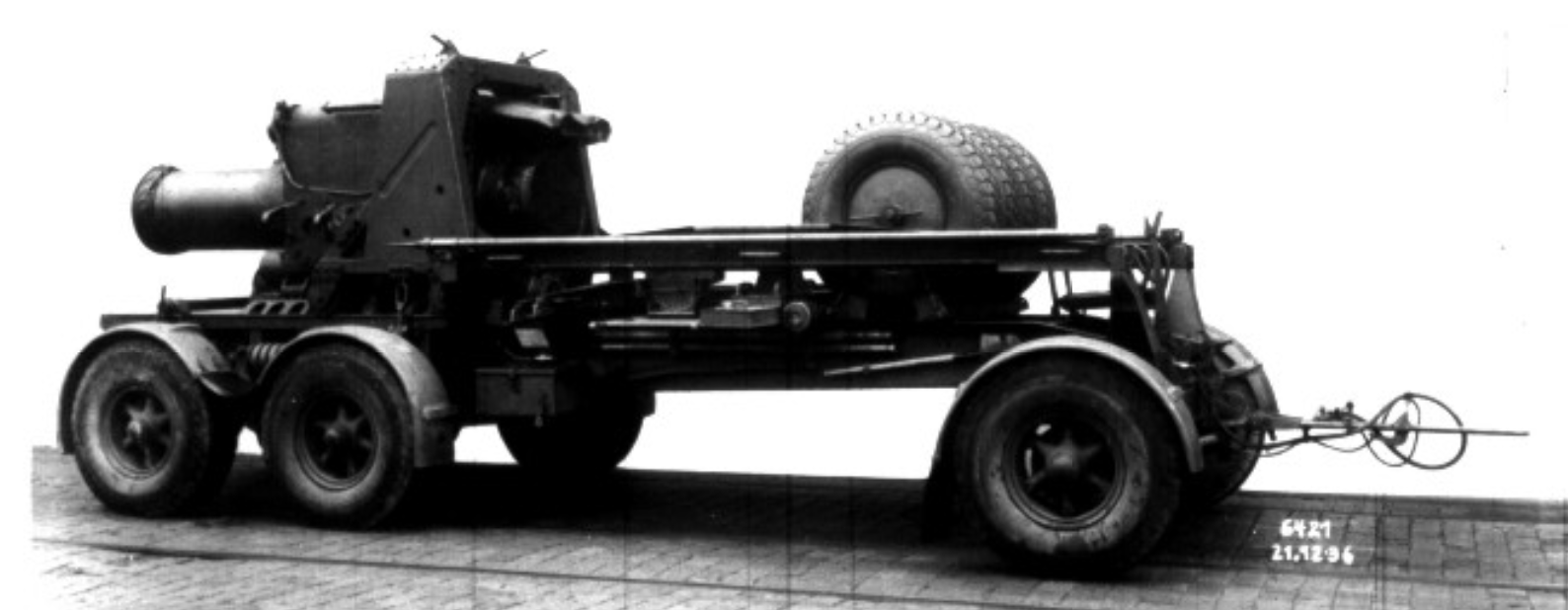
Wiegenfahrzeug